# الكوير
الكوير بلدة عراقية تابعة لقضاء مخمور تقع في محافظة نينوى شمال العراق.